# Rhipidia (Eurhipidia) hariola
Rhipidia (Eurhipidia) hariola is een tweevleugelige uit de familie steltmuggen (Limoniidae). De soort komt voor in het Oriëntaals gebied.